# De dure beul
De dure beul is een volksverhaal uit Nederland.

## Het verhaal
Lang geleden had Dokkum een rechtbank maar geen beul. Er worden niet vaak lijfstraffen gegeven, dus er is niet genoeg werk. Als er iets moet gebeuren, laat men iemand uit Leeuwarden komen. Die neemt eigen gereedschap mee. Dit kost de rechtbank van Dokkum handenvol geld. De beul rekent het dubbele tarief voor beulswerk en gaat onderweg menige herberg binnen en de kosten zet hij op rekening van de rechtbank.
Op een dag wordt er een dief voor het gerecht gebracht, hij wordt veroordeeld tot geseling en brandmerken. Het stadsbestuur van Dokkum ziet tegen de kosten op en vergadert lang, maar ze komen er niet uit. Dan zegt een wethouder dat ze de dief beter zelf naar Leeuwarden kunnen laten gaan. Ze geven hem vijfentwintig gulden mee voor de beul en zo besparen ze een hoop geld. De dief wordt gehaald en ze vragen of hij hier genoegen mee wil nemen.
De dief vertrekt meteen, of hij zich heeft laten straffen is onbekend.

## Achtergronden
- Het is bewerkt naar It rjocht wil stean uit De ring fan it ljocht van Y. Poortinga.
- Verhalen over groepen domme streekgenoten komen in heel Nederland voor. In elke streek is een andere plaats het mikpunt. Ook in andere landen zijn deze verhalen bekend;
  - In Overijssel zijn het de mensen uit Kampen (Kamper ui).
  - In Friesland moeten mensen uit Dokkum het ontgelden (zoals in een reclame van Sonnema Berenburg, waarin de Friese taal niet goed begrepen wordt en mensen door het ijs zakken - it kin net betekent het kan niet).
  - In Duitsland kent men verhalen over de inwoners van Zwaben (De zeven Zwaben, zij verdrinken doordat ze wadde, wadde verkeerd begrijpen).
  - In Nedersaksen wordt de spot gedreven met de inwoners van Peine (De uil).
  - In de provincie Antwerpen zijn het mensen uit Olen (bijvoorbeeld Pot met drie oren).